# Claude Joseph Vernet
Claude Joseph Vernet známý také zkráceně jako Joseph Vernet (14. srpna 1714 – 3. prosince 1789) byl francouzský malíř.

## Životopis
Vernet se narodil v Avignonu. První malířské vzdělání získal od svého otce Antoine Verneta (1683-1753), zručného dekorativního malíře, kterému od svých čtrnácti let vypomáhal v důležitých částech jeho prací. Zanedlouho Vernera tato práce přestala bavit, a tak se rozhodl odjet do Říma, aby se zdokonalil. Během cesty na něj udělalo dojem otevřené moře v Marseille, které do té doby neznal, a tak po příjezdu začal studovat u Bernardina Fergioniho a Adriena Manglarda, který se specializoval na malbu moře.

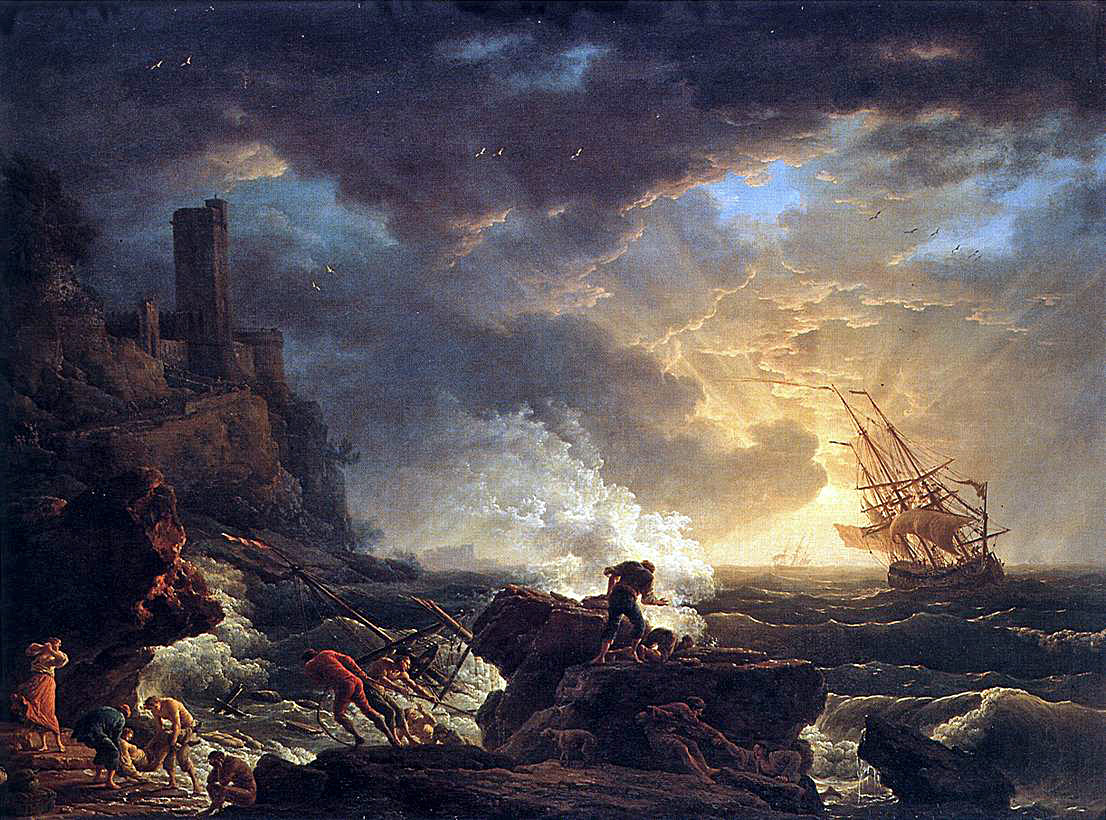
Ztroskotání (1759)

Postupem času začal Vernet poutat čím dál větší pozornost v uměleckých kruzích Říma. V Římě strávil následujících dvacet let, kdy maloval obrazy s přístavy, loďmi, bouřemi, ale také s otevřenou prosluněnou krajinou. V roce 1753 byl povolán do Paříže, kde dostal královským příkazem namalovat významnou sérii mořských přístavů Francie (nyní vystavena v Louvre v Musée national de la Marine), která ho nejvíce proslavila. Od roku 1746 až do své smrti začal významně přispívat na nejrůznější výstavy a o něco později se stal čestným členem akademie. Vernet zemřel 3. prosince 1789 ve svém pokoji v Louvre, téměř 4 měsíce po svých 75. narozeninách.
Mezi rodinou Vernetů vynikalo několik členů jako velice úspěšní malíři. Včetně Josepha Verneta a jiných to byl i jeho vnuk Horace Emile Jean Vernet (1789-1863) a nejmladší syn Antoine Charles Horace Vernet (1758–1835
Dnes je Joseph Vernet považován za největšího evropského malíře marín 18. století jako pokračovatel tradice Claude Lorraina. Tomu odpovídají i ceny Vernetových děl, které na mezinárodním uměleckém trhu překročily hranici jednoho milionu dolarů a jsou ozdobou nejprestižnějších evropských sbírek.

## Výběr z díla
- Pohled na Neapol (1748)
- Ztroskotání (1759)
- Letní večer v Itálii (1773)
- Bouře
- Mořské pobřeží (1776)
- Pastýř v Alpách

## Galerie

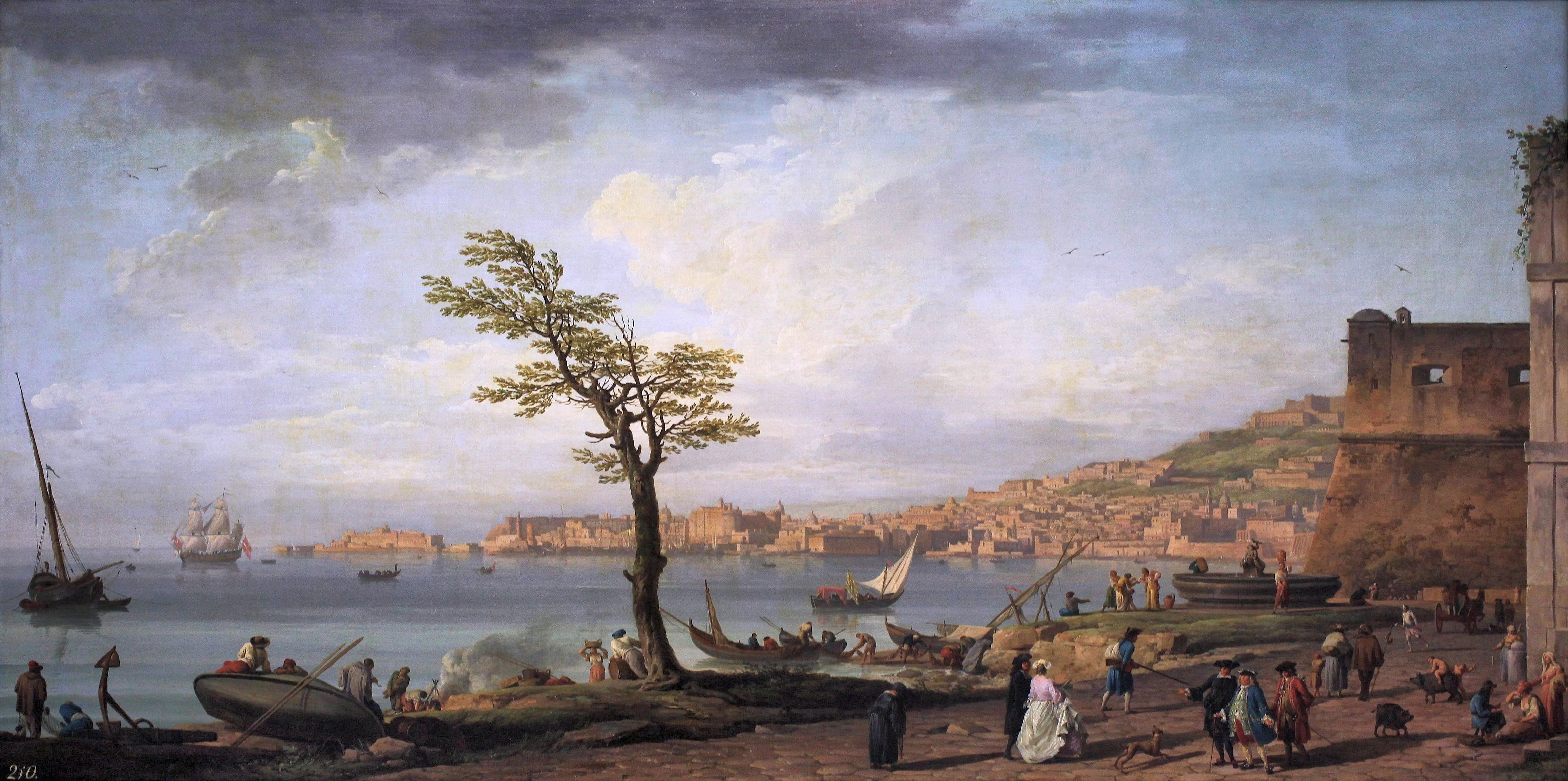
Pohled na Neapol (1748)
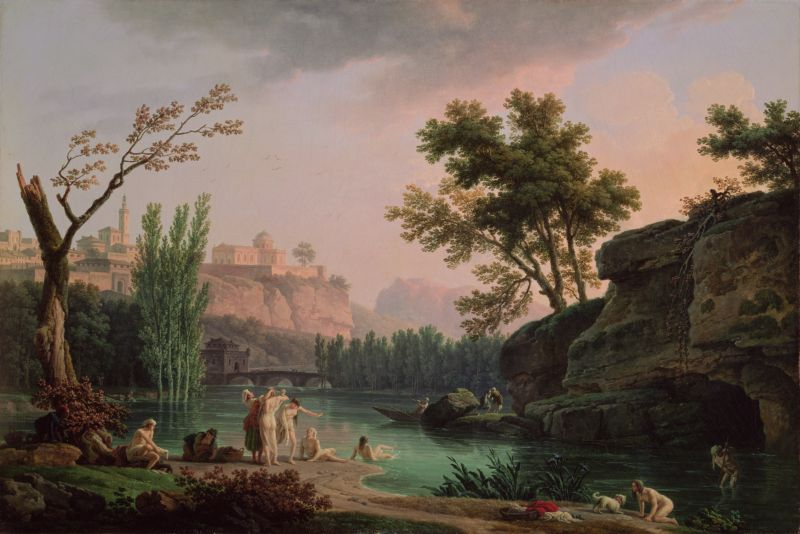
Letní večer v Itálii (1773)
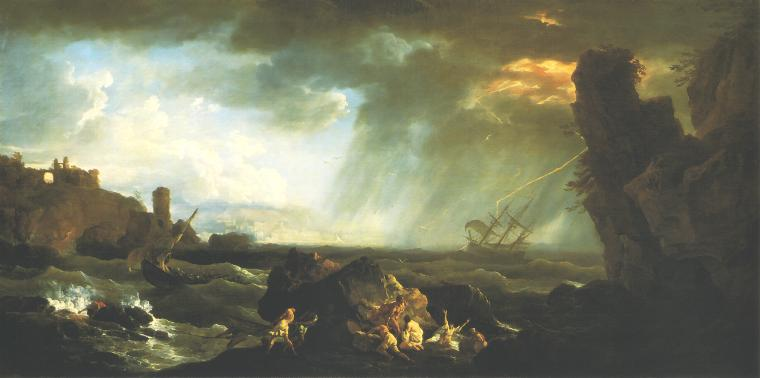
Bouře
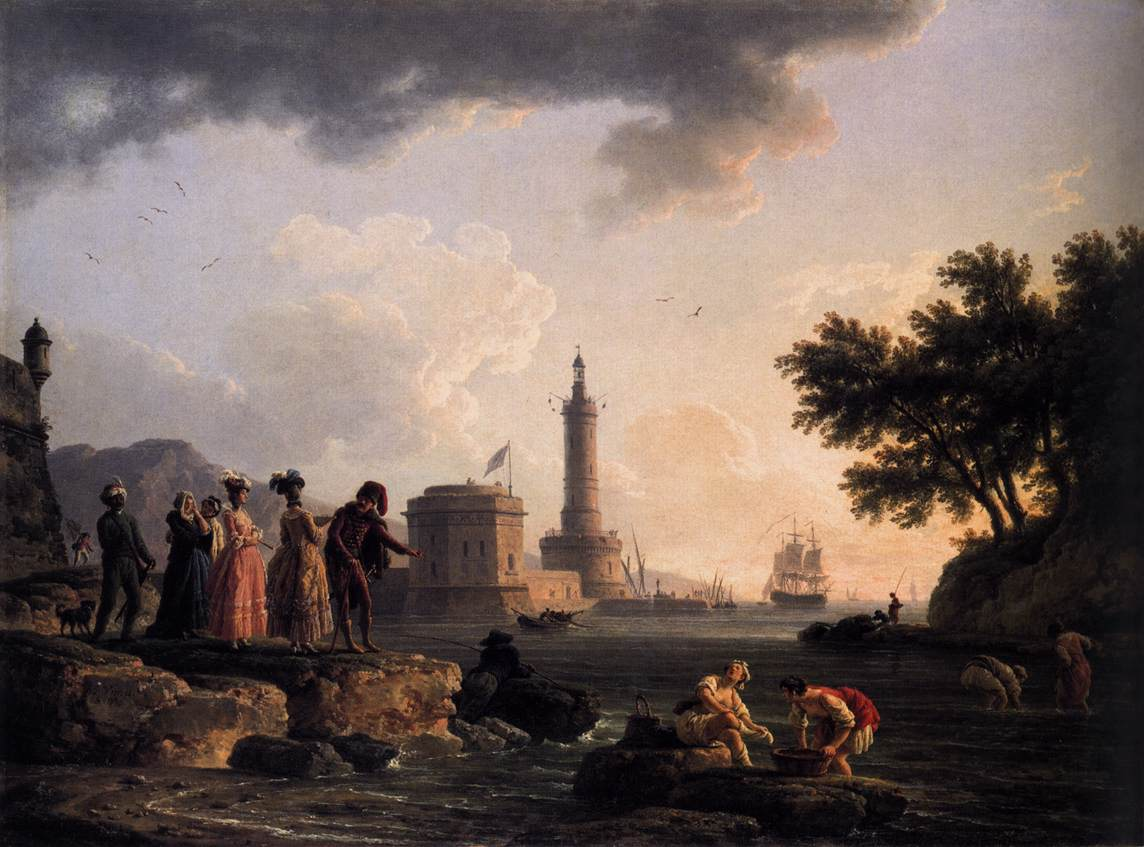
Mořské pobřeží (1776)
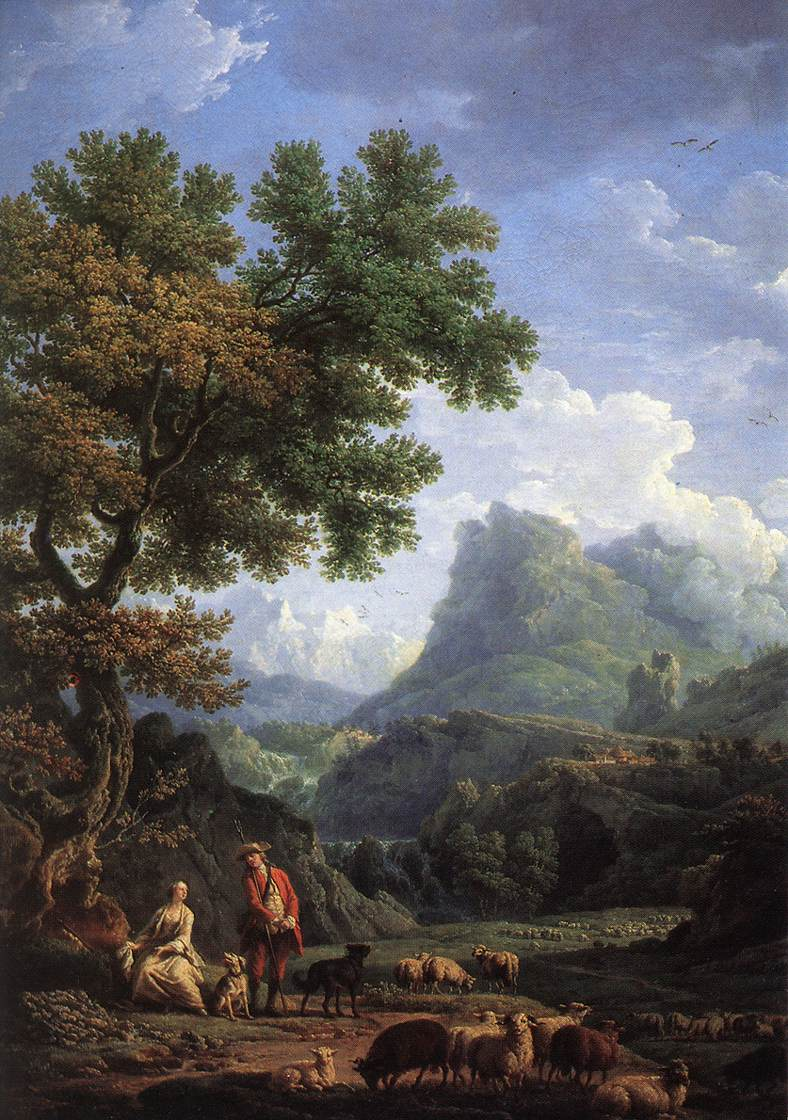
Pastýř v Alpách